# Mosonszolnok
Mosonszolnok (em alemão: Zanegg; em croata: Canig) é um município da Hungria, situado no condado de Győr-Moson-Sopron. Tem 43,92 km² de área e sua população em 2015 foi estimada em 1.715 habitantes.